# Андреев, Игорь Леонидович
Игорь Леонидович Андреев (26 августа 1939 — 22 августа 2017) — советский и российский учёный, философ, также африканист; специалист в области культурной и исторической антропологии. Доктор философских наук (1973; кандидат, 1965), профессор (1974; доцент, 1968), главный научный сотрудник ИФ РАН (с 2005 по 2017 г.), главный научный сотрудник Института человека РАН.

## Биография
Окончил Свердловский юридический институт. На протяжении десятилетий занимался африканскими проблемами.
Работал на кафедре мировой политики Академии общественных наук при ЦК КПСС. Впоследствии главный научный сотрудник сектора методологии междисциплинарных исследований человека Института философии РАН. Область научных интересов: философия истории и социальная философия; проблемы этнологии, этнопсихологии и африканистики; философские аспекты здоровья человека. Занимался проблематикой азиатского способа производства.
Участник 18 научных экспедиций в 15 стран Африки (посещал Эфиопию, Анголу).
Автор более 350 научных работ, статей, переведенных на 26 языков. Публиковался в изданиях «Вопросы философии», «Век глобализации», «Философские науки», «Новый мир» и др. Автор книг по проблемам Африки и философской антропологии. Соавтор Л. А. Файнберга.
- Андреев И., Файнберг Л. Судьбы первобытной периферии в новое и новейшее время // Первобытное общество. Основные проблемы развития. — М., 1974.
- Происхождение человека и общества: современные методологические проблемы и критика немарксистских взглядов / И. Л. Андреев. — М.: Мысль, 1982. — 304 с.
  - Происхождение человека и общества. — 2. изд., перераб. и доп. — М.: Мысль, 1988. — 416 с. ISBN 5-244-00004-7
- Рукописная страница истории марксизма / И. Л. Андреев. — М.: Мысль, 1985. — 271 с.